# 谢里登 (怀俄明州)
谢里登是美国怀俄明州谢里敦县（Sheridan）下属的一座城市。该市的人口在2000年为15,804人，2010年有17,444人，2020年则有18,737人。

## 地理
谢里登的座標為44°47′48″N 106°57′32″W / 44.79667°N 106.95889°W（44.796720,-106.958970）